# ناحیه متاتسمیندا
ناحیه متاتسمیندا (به لاتین: Mtatsminda District) یک منطقهٔ مسکونی در گرجستان است که در تفلیس واقع شده‌است. ناحیه متاتسمیندا ۵۰٬۰۰۰ نفر جمعیت دارد. 